# Zespół Hoovera
Zespół Hoovera – obsesyjna wrogość do ludzi z powodu ich seksualizmu, u osoby przyjmującej na siebie role wzorca doskonałości i dbającego o moralną czystość kraju, a przy tym starannie ukrywającej własną seksualność.
Autorem tego zespołu jest profesor John Money (Summers 1995). Nazwa zespołu wiąże się z osobą Johna Edgara Hoovera (1895–1972) – dyrektora Federalnego Biura Śledczego (FBI) w USA, który zwalczał homoseksualizm, prostytucję, pornografię, gromadził dane o życiu seksualnym obywateli, wykorzystując te informacje w walce politycznej, a jednocześnie rzekomo przejawiał zachowania homoseksualne, transwestytyzm i uzależnienie od pornografii. Te ostatnie teorie nie znajdują jednak potwierdzenia w źródłach biograficznych.